# Abernathy
Abernathy – miasto w Stanach Zjednoczonych, w stanie Teksas, w hrabstwie Hale.